# 漢堡瓦登海國家公園

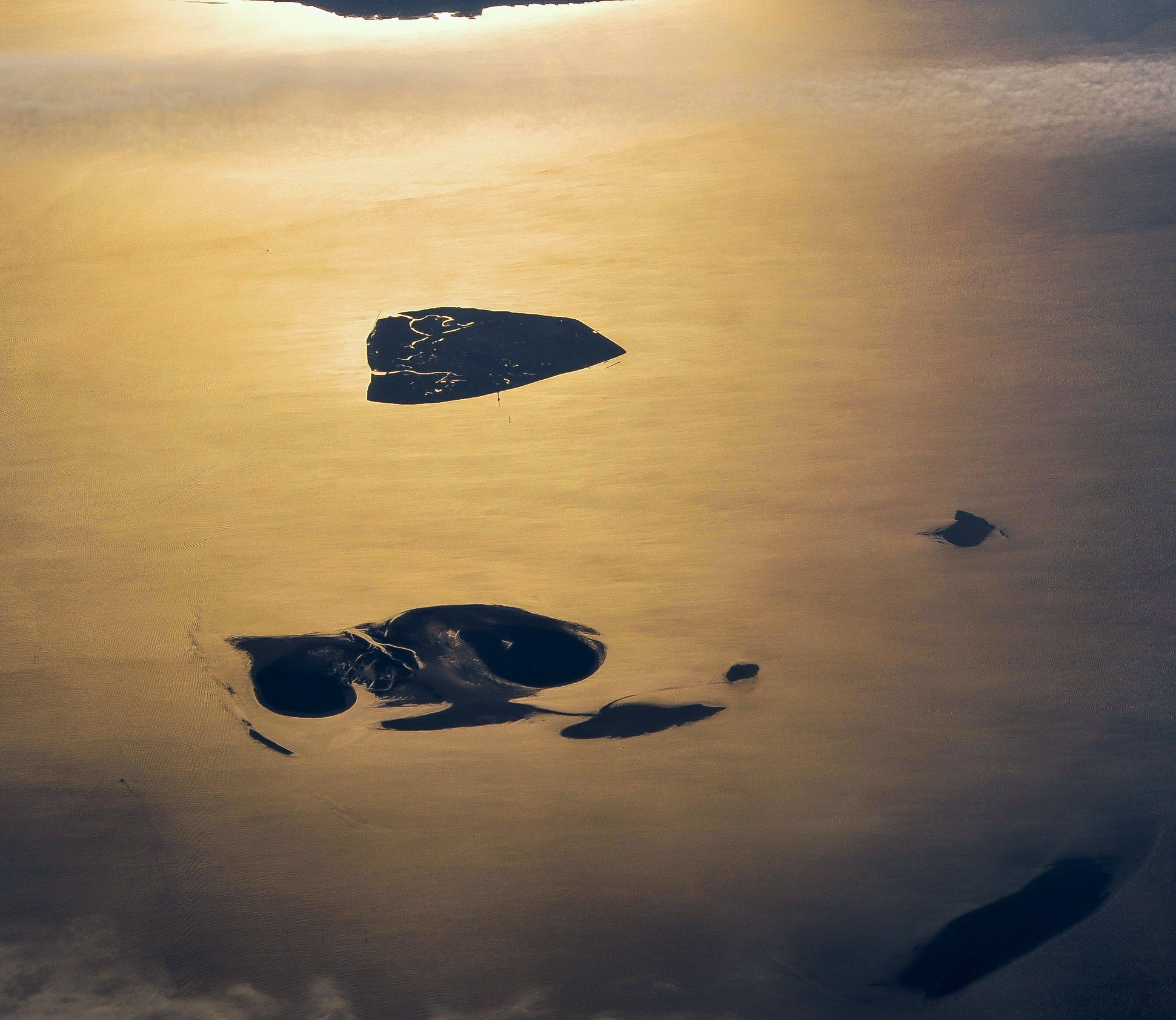

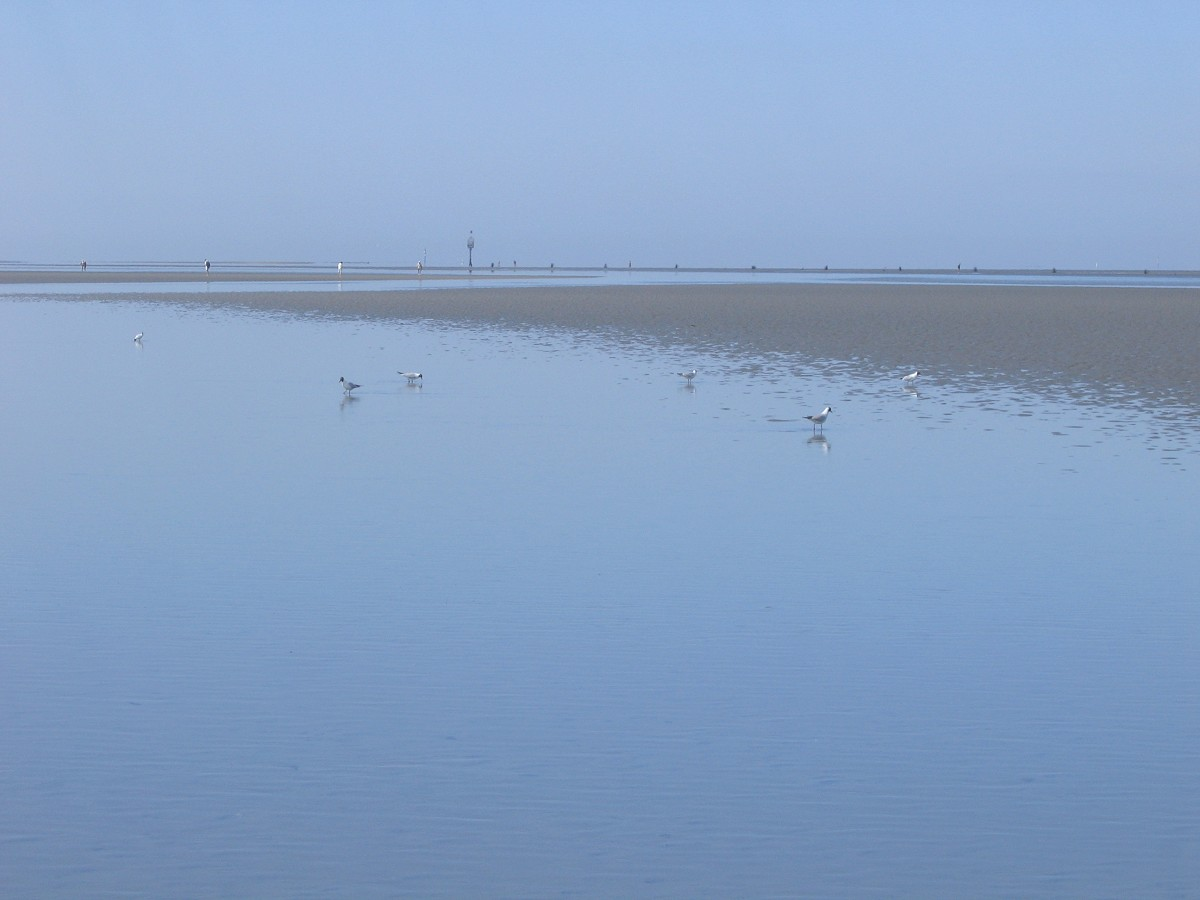

漢堡瓦登海國家公園是德國的國家公園，由漢堡負責管轄，距離庫克斯港12.5公里，始建於1990年4月9日，面積137.5平方公里，該國家公園自1992年被聯合國教科文組織列為生物圈保護區。

## 外部連結
- Hamburg Wadden Sea National Park （德文）
- National park atlas